# Döhler Fuhren
Die Döhler Fuhren (niederdeutsch für Döhler Föhren, also Döhler Kiefern) sind ein ca. 3 km² großer Kiefernwald in der Lüneburger Heide zwischen Wilsede und Döhle. Das Gebiet wird durch das Kienmoor in einen nördlichen und einen südlichen Teil getrennt.
Im Unterschied zu den meisten anderen Wäldern der Lüneburger Heide, die am Ende des 19. Jahrhunderts durch Aufforstungen begründet wurden, entstanden die Döhler Fuhren bereits zu Beginn dieses Jahrhunderts auf natürliche Weise durch Anflug von Kiefernsamen auf die Dünen des Döhler Sandes. Vermutlich haben sich im Bereich des Kienmoores einige autochthone Kiefern gehalten, die begannen, sich wieder auszusamen, nachdem die Obrigkeit um 1800 eine vollständige Nutzungseinstellung der Dünen des Döhler Sandes verfügte.
Die Döhler Fuhren sind also ca. 100 Jahre älter als die meisten anderen Wälder der Umgebung. Das hat zur Folge, dass in den Döhler Fuhren zahlreiche ca. 200 Jahre alte große Baumexemplare der Art Waldkiefer (Pinus sylvestris) zu finden sind.
Die Döhler Fuhren liegen im Naturschutzgebiet Lüneburger Heide und gehören inzwischen größtenteils dem Verein Naturschutzpark (VNP). Durch den Nordrand der Döhler Fuhren führt der Pastor-Bode-Weg, den der umtriebige Pastor häufig nutzte, um zu Fuß möglichst schnell von seiner Pfarrstelle Egestorf nach Wilsede zu gelangen.